# Cumbre América Latina, el Caribe y la Unión Europea

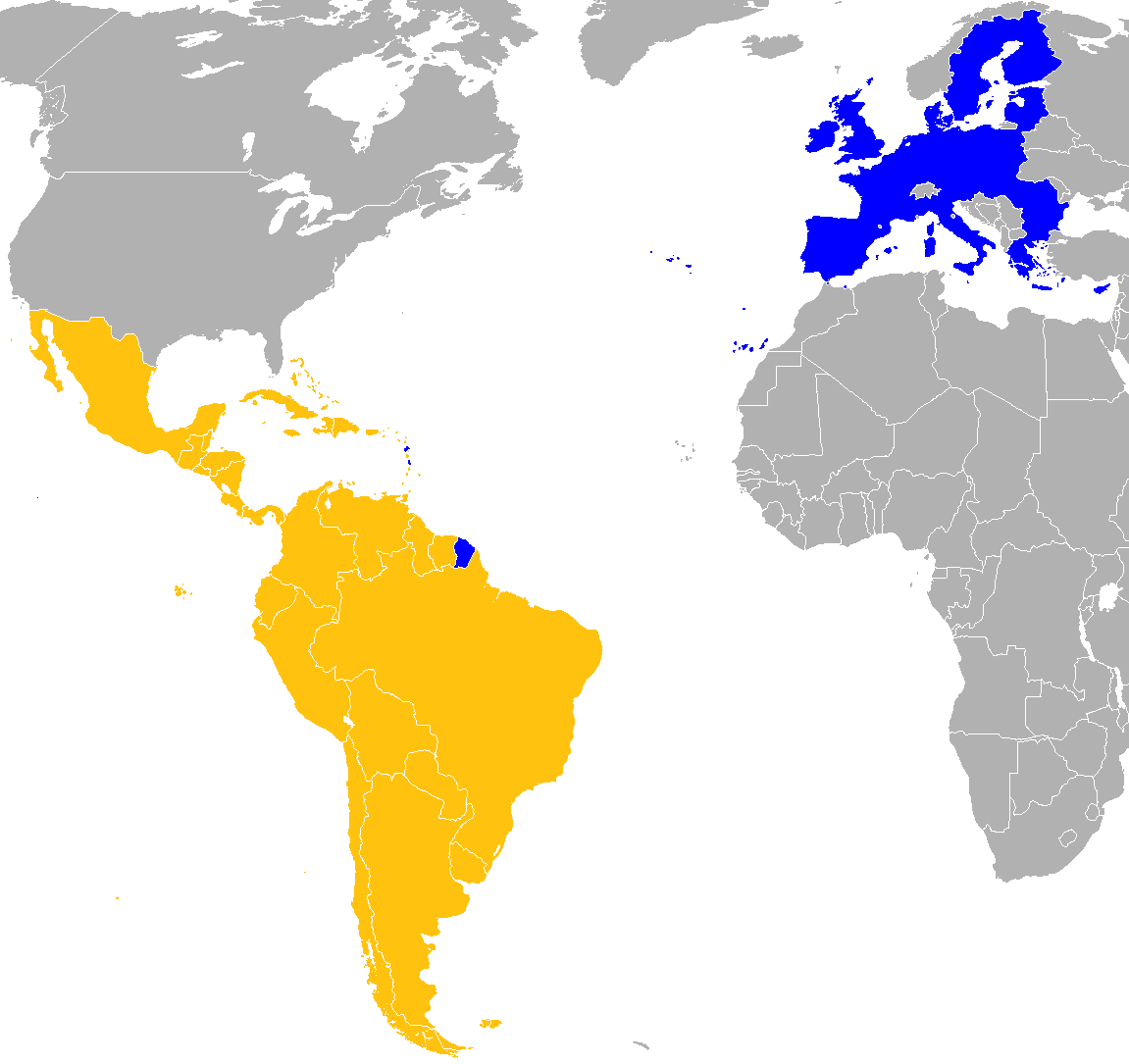

La Cumbre América Latina, el Caribe y la Unión Europea (EU-LAC) es una reunión de mandatarios de diferentes países de Latinoamérica, el Caribe y la Unión Europea que se celebra cada dos años en mayo.
Esta reunión se basa en una asociación estratégica birregional basada en la Declaración y el Plan de Acción adoptados en la Primera Cumbre que se llevó a cabo en Río de Janeiro en junio de 1999. 
Esta reunión evalúa los avances registrados en la materia de cohesión económica, combate a la pobreza, equidad y justicia social en ALC entre distintos puntos que varían dependiendo de la región donde es sede. 

## Historia
La primera cumbre tuvo lugar en Río de Janeiro, Brasil en 1999, la segunda en Madrid, España en 2002, la tercera en Guadalajara, México en 2004, la cuarta fue llevada a cabo en Viena, Austria en 2006 y tuvo como principal objetivo alcanzar en 2010 una eurozona Latinoamericana de Libre Comercio. La quinta se desarrolló del 13 al 17 de mayo de 2008 en Lima, Perú y buscó crear una asociación de ámbitos sociales, del conocimiento y del logro de un desarrollo sostenible y crear una asociación estratégica entre América Latina y Europa. Cuarenta y seis presidentes confirmaron su asistencia a la V Cumbre ALC-UE, entre los que figuran están la canciller alemana Angela Merkel, el presidente de Colombia Álvaro Uribe Vélez, el presidente de Brasil Luis Ignacio Lula Da Silva y el primer ministro de Polonia, Donald Tusk.
Paralelamente se realizó la cumbre empresarial entre instituciones e inversionistas de los países miembros, donde al menos 400 empresarios dialogaron acerca de temas como el desarrollo sostenible y la inclusión social.
La VI Cumbre se realizó en Madrid, entre los días 16 y 19 de mayo de 2010. Ella finalizó con una Declaración y un Plan de Acción destinado a dar seguimiento al proceso birregional en 6 áreas. Se anunció además la creación de una Fundación EU-LAC para reforzar la asociación birregional y avanzar en el conocimiento mutuo entre ambas regiones.
La Fundación EU-LAC inició sus actividades en noviembre del 2011. Su sede está en Hamburgo. Se nombró a la ex Comisaria de la UE Benita Ferrero-Waldner como presidenta y al diplomático peruano Jorge Valdez como director ejecutivo. Desde febrero de 2016 la preside Leonel Fernández expresidente de República Dominicana y la Directora Ejecutiva es Paola Amadei de nacionalidad italiana. A partir del año 2020 la Presidencia de la Fundación la ejerce la exministra Española Leire Pajín, y la Dirección Ejecutiva el académico ecuatoriano Adrián Bonilla.
El 3 de diciembre de 2011, se puso en marcha la Comunidad de Estados latinoamericanos y Caribeños (CELAC). La CELAC será la entidad que represente a la región de América Latina y el Caribe en la interlocución con la U.E. en lo referido al proceso cumbres ALC – UE. Por estas razones la próxima VII Cumbre entre ALC y UE pasó a denominarse I Cumbre CELAC – UE, que tuvo lugar en Santiago de Chile en 2013.  En 2015 tuvo lugar la II Cumbre CELAC - UE en Bruselas y en 2023 la III Cumbre UE-CELAC, también en Bruselas. La última celebrada hasta el momento, tras un largo parón por motivos diversos como la Pandemia Covid-19.

## Importancia
- Las relaciones entre las dos regiones han mejorado sustancialmente en los últimos 30 años. Las dos partes comparten valores comunes como los derechos humanos, los principios democráticos y el multilateralismo.
- La asociación estratégica entre los dos continentes refleja la creciente importancia y el potencial en aumento de la región de América Latina y del Caribe así como la voluntad de ambas regiones de fortalecer y profundizar sus relaciones en el futuro.
- La Unión Europea ampliada es un importante socio económico y político para América Latina y el Caribe, pues encabeza la ayuda al desarrollo y la inversión extranjera y es el principal socio comercial de algunos países de América Latina.
- Las relaciones entre ambos bloques se han desarrollado en un plano birregional (UE-América Latina/Caribe) en el que se han celebrado debates especializados entre la UE y subregiones específicas (MERCOSUR, Comunidad Andina, América Central, TLCAN, CARIFORUM) y entre la UE y países concretos (México y Chile).